# Saint-Pierre-d'Aurillac
 Saint-Pierre-d'Aurillac  (en occitano Sent Peir d'Orlhac) es una población y comuna francesa, situada en la región de Aquitania, departamento de Gironda, en el distrito de Langon y cantón de Saint-Macaire.

## Demografía
| 892 | 908 | 1008 | 1227 | 1249 | 1088 |
| Para los censos de 1962 a 1999 la población legal corresponde a la población sin duplicidades (Fuente: INSEE [Consultar]) |     |      |      |      |      |